# 基什塞凯伊
基什塞凯伊，是匈牙利托尔瑙州所辖的一个村，总面积28.30平方公里，总人口324，人口密度11.4人/平方公里（2010年1月1日）。